# Neuengamme (KL)

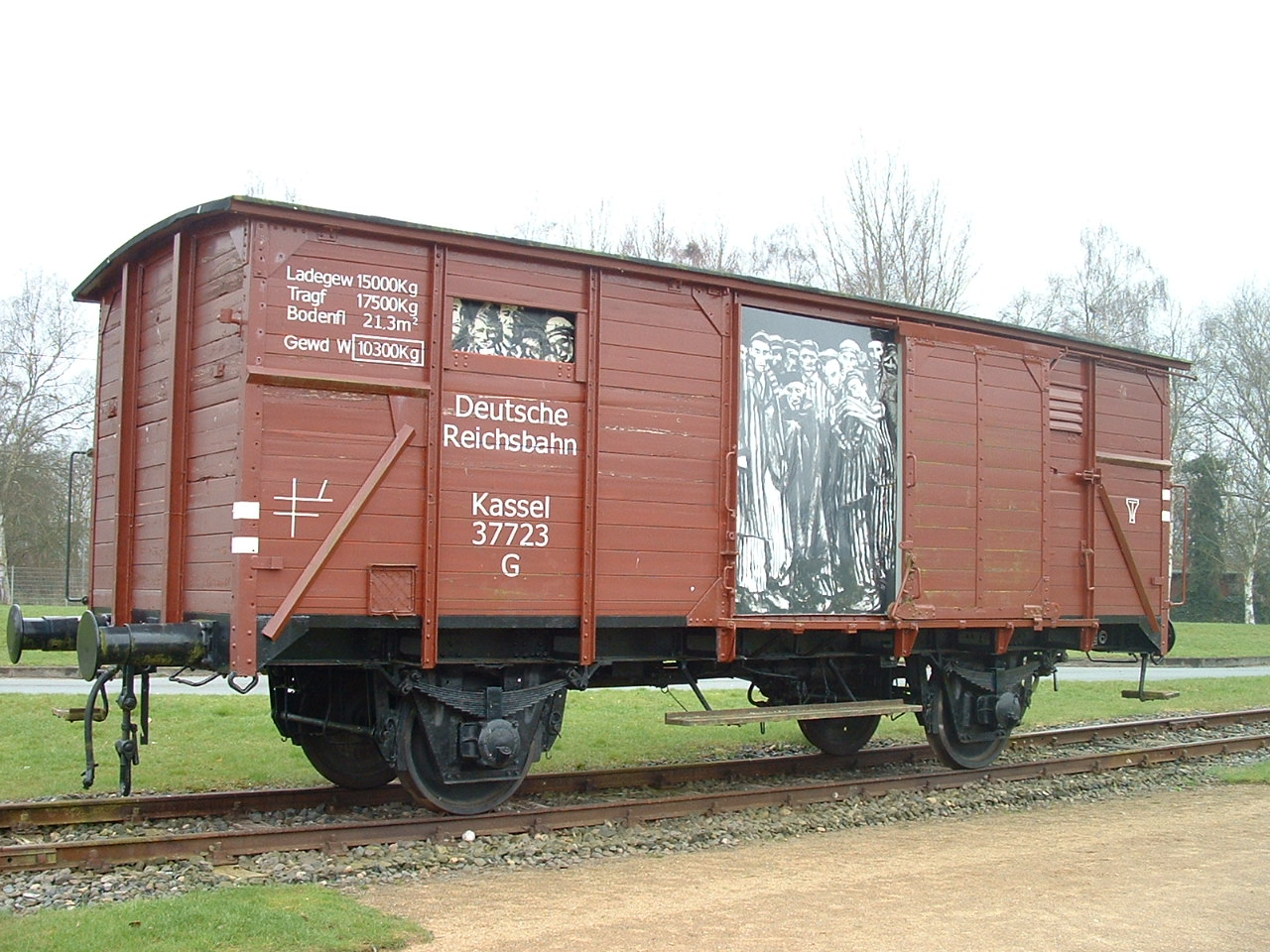
Wagon na dzisiejszej ekspozycji

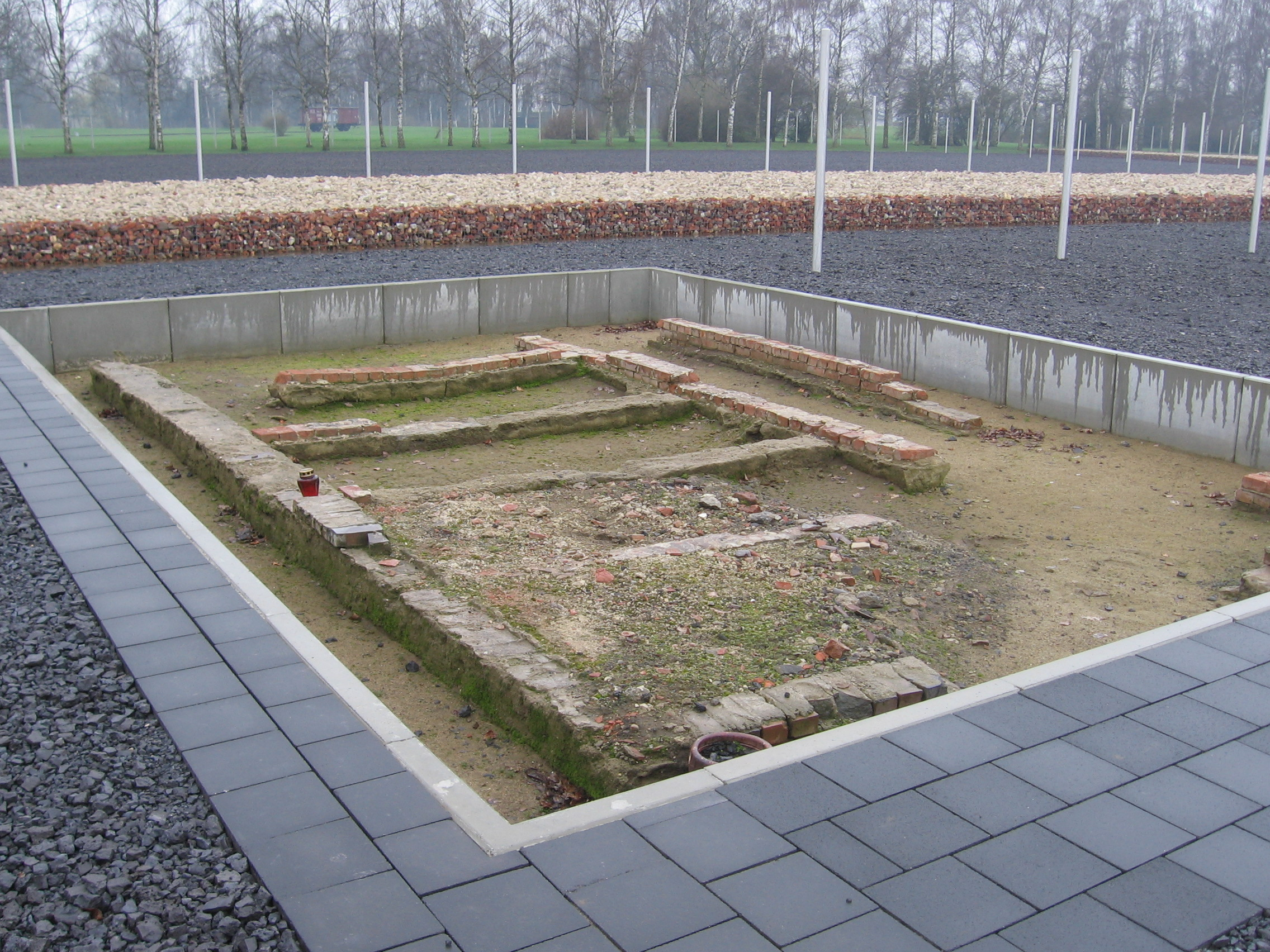
Pozostałości fundamentów

Konzentrationslager Neuengamme, Arbeitslager Neuengamme – niemiecki obóz koncentracyjny założony w grudniu 1938, w Hamburgu, w Niemczech. Funkcjonował do maja 1945. Z dziejami tego obozu związana jest tragiczna historia śmierci jego więźniów na statkach „Cap Arcona” i „Thielbeck” 3 maja 1945 roku.

## Historia obozu
W grudniu 1938 SS przeniosła stuosobowe komando zewnętrzne z KL Sachsenhausen do pustej cegielni w hamburskiej dzielnicy Neuengamme. W pierwszym okresie obóz funkcjonował jako Arbeitslager podległy KL Sachsenhausen, lecz wczesnym latem 1940 stał się obozem niezależnym. Zajmował powierzchnię 213 000 m².
Praca w obozie polegała na produkcji cegieł i dachówek. W tym celu więźniowie zostali zmuszeni do wykopania kanału ułatwiającego transport materiałów. Szybko wokół tego obozu rozrosły się podobozy i komanda zewnętrzne, których liczba zbliżyła się do stu. Począwszy od 1942, na niewolniczej pracy więźniów opierała się część produkcji zbrojeniowej. W 1944 fenomen ten rozwinął się na skalę masową.
Na terenie obozu przeprowadzono pierwsze doświadczenia z gazem Cyklon B, który później był używany – głównie w Auschwitz-Birkenau – do masowych eksterminacji w ramach polityki zagłady Żydów. W obozie prowadzono także doświadczenia pseudomedyczne nad chorobami zakaźnymi. Badania te prowadził m.in. dr SS Kurt Heissmeyer na żydowskich dzieciach poniżej dwunastego roku życia. Dzieci te zamordowano na kilka dni przed wyzwoleniem obozu.
Latem 1944 do obozu trafiła duża liczba więźniarek z KL Auschwitz, zostały one rozesłane do wielu podobozów w północnych Niemczech.
Wiosną 1945 część obozu została przekazana do dyspozycji Szwedzkiego Czerwonego Krzyża. W ramach akcji humanitarnej „białe autobusy” gromadzono tam więźniów, których uwolnienie udało się wynegocjować przed ich dalszym transportem do Szwecji.
18 kwietnia 1945 rozpoczęto ewakuację obozu przez wyprowadzenie więźniów na „marsze śmierci”. Podczas tych ewakuacji wiele tysięcy więźniów zginęło. Więźniów zamknięto na statkach SS Cap Arcona (ok. 4500), SS Thiebleck (ok. 2800) i SS Athen (ok. 2000), które wyprowadzono na redę portu w Lubece. Statki zostały dostrzeżone przez samoloty Royal Air Force i zatopione wraz z ok. 8300 więźniów: z Cap Arcony ocalało około 350, z Thieblecka ok. 50, z Athen wszystkich 1998 umieszczonych więźniów.
4 maja 1945 pusty obóz został wyzwolony przez wojska brytyjskie.
Komendantami obozu byli:
1. Martin Weiss, lipiec 1940 – sierpień 1942
2. Max Pauly, sierpień 1942 – kwiecień 1945

## Więźniowie i ofiary
W obozie i podobozach znalazło się w sumie ok. 106 000 więźniów. Śmiertelność była bardzo wysoka (w wyniku zarówno niedożywienia, znęcania się i katowania, chorób, zimna, egzekucji) i wyniosła ok. 55 000 osób.
Wśród więźniów byli obywatele wielu krajów: radzieccy jeńcy wojenni (34 350), Polacy (16 900), Francuzi (11 500), Niemcy (9200), Duńczycy (6950), Belgowie (4800). Dla III Rzeszy byli oni jednak przede wszystkim Żydami, członkami ruchu oporu, polską inteligencją, lecz również komunistami, homoseksualistami, Romami i Sinti, Świadkami Jehowy.

## Eksperymenty medyczne
W pierwszych miesiącach 1942 roku niemieccy lekarze rozpoczęli eksperymenty medyczne i pseudomedyczne na więźniach w Neuengamme, przy aktywnym poparciu Himmlera. W czerwcu 1944 roku wydzielono specjalny barak rewirowy nr IV, w którym przeprowadzał doświadczenia doktor Kurt Heissmeyer, konsultant oddziału gruźliczego w sanatorium Lychen przeznaczonym dla policji i SS.
Więźniowie zgłosili się na badania ochotniczo, mając nadzieję na otrzymanie większych porcji jedzenia. W trakcie eksperymentów dr Heissmeyer zainfekował 100 dorosłych więźniów złośliwym szczepem gruźlicy. Stan zdrowia zainfekowanych więźniów bardzo się pogarszał i wielu zmarło w miarę upływu czasu. Mimo to dr Heissmeyer poprosił o przysłanie z Oświęcimia 20 dzieci, w celu kontynuowania eksperymentu. 28 listopada 1944 roku żydowskie dzieci z Oświęcimia zostały zakwaterowane w baraku nr IV. Teren wokół baraku został ogrodzony wysokim płotem. Dr Heissmeyer zrobił dzieciom zastrzyki z bakterią gruźlicy albo przez skórę albo bezpośrednio do płuc. W wyniku zastrzyków dzieci dostały gorączki albo kasłały oraz stawały się apatyczne i osłabione.
Mimo że obecność dzieci była ukrywana w wielkiej tajemnicy, to jednak większość więźniów wiedziała, że dzieci przebywają na terenie obozu. Więźniowie mieli zakaz rozmów z dziećmi pod groźbą kary śmierci.
20 kwietnia 1945 roku Niemcy, w obliczu przegranej wojny, przewieźli żydowskie dzieci (spośród których 14 pochodziło z Polski) do szkoły w Rothenburgsort.

## Dzieje powojenne
Obóz był jednym z niewielu na terenie Niemiec, którego większość budynków doczekała się wyzwolenia w stanie nienaruszonym. Po wojnie obóz służył za miejsce internowania członków NSDAP i SS. Został zwrócony miastu w 1948 roku. Na terenie obozu powstał ośrodek wychowawczy i poprawczak, a w latach 60. więzienie.
Pierwsze upamiętnienie zostało zainstalowane w 1953 z inicjatywy b. więźniów z Francji. Następnie powstał szereg pomników, wśród nich „Pomnik Polaków deportowanych z Powstania Warszawskiego”. Dopiero jednak wyprowadzenie więzienia, które nastąpiło w 2003, pozwoliło rozpocząć prace nad globalną aranżacją miejsca pamięci. Utworzono miejsce pamięci w Lüneburgu-Tiergarten.